# 김해 산해정
김해 산해정(金海 山海亭)은 대한민국 경상남도 김해시 대동면에 있는 건축물이다.
1985년 1월 23일 경상남도의 문화재자료 제125호 산해정으로 지정되었다가, 2018년 12월 20일 현재의 명칭으로 변경되었다.

## 개요
산해정은 조선시대의 거유 남명 조식 선생께서 18년간 강학하던 곳으로 조선 선조 21년(1539) 향인들의 청에 의해 김해부사 양사준이 정자의 동쪽에 서원으로 착공했으나 왜란으로 중지된 것을 광해군 원년(1609)에 안희, 허경윤에 의해 준공되어 신산서원이라고 사액되었다. 그후 대원군의 훼철영으로 철거되었다가 순조 20년(1820) 송윤중 등이 다시 중건한 것으로써 사당영역이 없이 강학공간만으로 이루어진 서원형식을 가지고 있다. 주 건물은 정면 5칸, 측면 2칸의 팔작지붕을 갖춘 목조와가이며, 오량가구에 이익공으로 장식되었다. 전면부에 고주초석을 두고 침실부에 고이반자를 설치한 것이 이 건물의 특징임. 강학을 하던 명륜당은 2004년 7월부터 2005년 3월까지 해제 보수작업을 하였다.

## 같이 보기
- 남명 조식
- 남명학파

## 참고 문헌
- 김해 산해정 - 국가유산청 국가유산포털